# Kiefernrüssler
Die Kiefernrüssler (Pissodes) sind eine Gattung aus der Familie der Rüsselkäfer. Bei vielen der zu dieser Gattung gehörenden Arten handelt es sich um Forstschädlinge. 
Sie befallen bevorzugt Kiefern. 
Bei allen anderen Arten der Gattung der Pissodes endet der Kopf in einem langen Fortsatz (Rüssel), auf dem auf halber Länge die Fühler entspringen. Die meisten Arten legen ihre Eier in Löcher, die die weiblichen Käfer dort nagen, wo die Rinde glatt und nicht zu dick ist. Die Larven fressen sich durch den Bast in Richtung der Wurzelansätze.  

## Arten (Auswahl)
- Kiefernkulturrüssler, auch Kleiner Kiefernkulturrüssler genannt (Pissodes castaneus)
- Echter Kiefernrüssler, auch Kiefernaltholzrüssler genannt (Pissodes pini)
- Kiefernstangenrüssler (Pissodes piniphilus)
- Kiefernzapfenrüssler (Pissodes validirostris)
- Harzrüssler (Pissodes hercyniae)
- Tannenrüssler, auch Weisstannenrüssler genannt (Pissodes piceae)
- Bergland-Koniferenrüssler (Pissodes scabricollis)